# ماتيلدا ثورب
ماتيلدا ثورب (بالإنجليزية: Matilda Thorpe)‏ هي ممثلة بريطانية، ولدت في 1 مايو 1960.

## وصلات خارجية
- ماتيلدا ثورب على موقع IMDb (الإنجليزية)
- ماتيلدا ثورب على موقع قاعدة بيانات الفيلم (الإنجليزية)